# العنف الأسري والحمل
الحمل عندما يصحبه عنف أسري هو أحد أنواع العنف الأسري الذي تزيد معه المخاطر الصحية. والإيذاء أثناء الحمل، سواء أكان بدنيًا أم لفظيًا أم عاطفيًا، يسفر عن العديد من الآثار البدنية والنفسية العكسية لدى كلٍ من الأم والجنين. يُصنَف العنف الأسري أثناء الحمل بأنه سلوك مؤذٍ تجاه امرأة حامل، ويتغير فيه نمط الإيذاء عادةً من حيث شدة العنف ومعدل تكراره. وقد يكون الإيذاء مشكلة سابقة في العلاقة واستمرت بعد حمل المرأة، أو قد تبدأ مع الحمل. ورغم أن العنف المُمارَس من جانب المرأة تجاه الرجل يحدث في هذه الظروف، فإن النموذج السائد للعنف الأسري يرتكبه الرجال تجاه النساء.

## الأسباب والمثيرات
يمكن أن يثير الحمل الإيذاء الأسري لعدد من الأسباب. فالحمل نفسه يمكن أن يُستخدَم كشكل من أشكال الإكراه، وظاهرة حرمان الشخص من خيار الإنجاب يُعرَف باسم الإكراه الإنجابي. ولقد أشارت الدراسات، التي تناولت أعمال تخريب محاولات منع الحمل التي يمارسها الرجال تجاه النساء، إلى وجود علاقة ارتباط قوية بين العنف الأسري وتخريب محاولات منع الحمل. ويمكن، كذلك، أن يؤدي الحمل إلى توقف العنف الأسري عندما لا يرغب المعتدي في إيذاء الجنين. ويكون خطر العنف الأسري على المرأة الحامل في أقصى درجاته بعد الولادة مباشرة.
يمكن أن يُزيد العنف الأسري من فرص المرأة في الحمل، وعدد الأطفال الذين تنجبهم، ويرجع ذلك إلى أن المرأة قد تُكرَه على ممارسة الجنس، ولأنها قد تُمنَع من استخدام وسائل منع الحمل. وقد ثبت وجود علاقة ارتباط بين الأسر الكبيرة عددًا والعنف الأسري. فرغم أنه كان يُعتقَد في السابق أن زيادة عدد الأبناء والضغط الناجم عن ذلك في الأسر الكبيرة عددًا يُزيد من احتمالية وقوع العنف الأسري، فقد ثبت أن العنف يسبق عادةً الإنجاب.

## تخريب محاولات منع الحمل
تخريب محاولات منع الحمل، أو الإكراه الإنجابي، هو نوع من الإكراه يتلاعب من خلاله شخص ما في استخدام شخص آخر لوسائل منع الحمل، مما يضعف من جهود منع الحمل غير المرغوب فيه. ومن أمثلة منع محاولة الفرد في تجنب الحمل استبدال حبوب منع الحمل بحبوب مزيفة، وثقب العازل الذكري، والتهديدات، والعنف. ويُعَد السلوك المعزِز للحمل من جانب المعتدين الذكور أحد أساليب العنف الأسري، ويرتبط بالحمل غير المرغوب فيه، خاصةً عند المراهقين. والإكراه الإنجابي نفسه أحد صور العنف الأسري لأنه ينتج عن السلوك الجنسي غير المرغوب فيه، ويعوق قدرة المرأة على التحكم في جسدها. الحمل الإكراهي يمكن أيضًا أن يمثل نوعًا من الإيذاء المادي عندما تصبح المرأة مقيدة بعلاقة ما؛ فيؤدى الحمل إلى الاعتمادية الاقتصادية لدى الأمهات حديثات العهد بالأمومة.
الحمل غير المقصود تزيد احتمالية ارتباطه بالإيذاء بمقدار مرتين إلى 3 مرات مقارنةً بالحمل المقصود. وتوضح الأبحاث التي أُجريت على مجموعات من المراهقين أن الإناث اللاتي يواجهن عنف الشريك الحميم يستخدمن عوازل بمعدلات منخفضة، ويخشين النقاش حول استخدام العازل الذكري. وفي دراسة أُجريت على سيدات مارسن الجنس من قبل تتراوح أعمارهن بين 15 و19 عامًا في أوغندا، توصلت الأبحاث إلى أن 14 في المائة من العلاقات الجنسية الأولى لهن تمت بالإكراه. ومن بين هذه النسبة البالغة 14 في المائة، مارست السيدات الجنس غالبًا دون وقاية من خلال عدم استخدام وسائل منع الحمل الحديثة، ووقعت حالات حمل غير مقصود في الشهور الستة الأخيرة مقارنةً بالسيدات اللاتي لم يُكرَهن على ممارسة الجنس. وفي مصر، يرى ما يزيد عن 80% من السيدات الريفيات أن الضرب يكون مبرَّرًا في بعض الأحيان وأحد أكثر الأسباب شيوعًا التي ذكرتها السيدات كسبب مُنصِف للضرب هو رفض ممارسة الجنس مع الرجال. يؤثر ذلك على قدرة السيدات على حماية أنفسهن من التواصل الجنسي غير المرغوب فيه وعواقب العلاقة الجنسية، مثل الحمل والعدوى المنقولة بالجنس.
وقد صنفت إحدى الدراسات التي أجراها «مركز أبحاث التأثير» على الأمهات صغيرات السن تخريب محاولات منع الحمل إلى فئتين: لفظي وسلوكي. أما التخريب اللفظي، فيتمثل في الضغط العاطفي أو اللفظي لعدم استخدام وسائل منع الحمل أو الضغط على المرأة لتحمل. والتخريب السلوكي هو استخدام القوة لمنع استخدام وسائل منع الحمل أو لإقامة علاقة جنسية دون حماية.

## الآليات
في أغلب الأحيان، يمكن للحمل أن يحث على العنف الأسري أو يُزيد من حدته، لكن هذا العنف في بعض الحالات ينتهي أثناء الحمل، إذ يبذل المعتدي جهدًا واعيًا لعدم إيذاء الجنين.

### تراجع العنف
لا يزيد العنف الأسري دائمًا أثناء الحمل، بل يمكن أن يؤدي هذا الحمل إلى توقفه. ويمكن أن تؤدي هذه الظاهرة إلى توفير الحماية لكلٍ من الأم والطفل. ونظرًا لأن الحمل يمكن أن ينتج عنه تراجع العنف، استخدمته بعض السيدات كوسيلة للحماية من الإيذاء الأسري. وبما أن الإيذاء يعاود الظهور بوجه عام بعد انتهاء الحمل، قد تحمل السيدات عن قصد للحيلولة دون التعرض له. ومع ذلك، فليست هذه بوسيلة الحماية المضمونة لأن السيدات، اللاتي تعرضن للإيذاء قبل الحمل، يتعرضن في الغالب للعنف أثناء الحمل أيضًا.

### تزايد العنف
رغم أن الحمل بالنسبة لبعض السيدات يمكن أن يمثل فترة حماية من حيث توقف العنف الموجود مسبقًا، فبالنسبة لأخريات هو فترة خطر حيث يمكن أن يبدأ فيها الإيذاء أو يزيد. والسيدات، اللاتي يتسم شركاؤهن بالعنف، يجدن صعوبة في حماية أنفسهن من الحمل غير المقصود، والعنف الجنسي يمكن أن يؤدي مباشرةً إلى الحمل. هذا وتشير الدراسات دومًا إلى أن العنف الأسري أكثر شيوعًا في الأسر الأكبر عددًا. وتوصلت دراسة حديثة أُجريت في نيكاراجوا إلى أنه في 80% من الأسر التي تعاني من العنف الأسري، كان الإيذاء موجودًا بالفعل في السنوات الأربع الأولى من الزواج، مما يوضح أن العنف قد يؤدي إلى تزايد عدد حالات الحمل غير المُخطَط له. غير أن الدراسات الدولية أظهرت أن 25% من السيدات يتعرضن للإيذاء للمرة الأولى أثناء الحمل.
في إحدى الدراسات التي أجراها كامبيل وآخرون، طُلِب من السيدات تخمين أسباب تعرضهن للإيذاء أثناء الحمل من وجهة نظرهن. وصُنِفت الإجابات إلى أربع فئات:
- الغيرة من الطفل الذي لم يُولَد بعد
- الغضب من الطفل الذي لم يُولَد بعد
- عنف يتعلق بالحمل، وليس موجهًا للطفل
- «العمل كالمعتاد.»

## الآثار
هناك العديد من الآثار الخطيرة التي قد يسفر عنها العنف أثناء الحمل لكلٍ من الأم والطفل. فالحمل المُعرَض للعنف يمثل خطرًا كبيرًا لأن كلٍ من الإيذاء اللفظي والعاطفي والبدني يؤدي إلى عواقب صحية وخيمة على الأم والجنين. ولقد ارتبط العنف أثناء الحمل بحالات الإجهاض، وانعدام الرعاية في مرحلة ما قبل الولادة، والإملاص، والولادة المبكرة، وإصابة الجنين (مثل الرضوض، وتكسر العظام وتحطمها، والجروح الطعنية ووزن الجنين المنخفض. يسفر العنف أثناء الحمل كذلك عن مخاطر أخرى للأم، مثل زيادة مشكلات الصحة العقلية، ومحاولات الانتحار، وتدهور حالات الأمراض المزمنة، والإصابات، وتعاطي مواد الإدمان، والقلق، والضغط النفسي، والألم المزمن، والمشكلات الصحية النسوية. والسيدات اللاتي يتعرضن للضرب أثناء الحمل يكُنّ قد تعرضن طوال علاقاتهن لضرب أكثر عنفًا وتكرارًا مقارنةً بالسيدات اللاتي لا يتعرضن للإيذاء أثناء الحمل. وعنف الشريك الحميم مسؤول عن نسبة كبيرة من حالات وفاة الأمهات. والقتل هو ثاني الأسباب الرئيسية لحالات الوفاة الناجمة عن إصابات لدى السيدات في مرحلة الحمل ومرحلة ما بعد الوضع في الولايات المتحدة الأمريكية. وقد توصلت إحدى الدراسات التي أُجريت في مستشفى في الهند إلى أن 16% من جميع حالات الوفاة أثناء الحمل كانت نتيجة عنف الشريك. وتوصلت الدراسات أيضًا إلى وجود ارتباط بين العنف الأسري واللجوء المتزايد إلى الإجهاض. والسيدات الحوامل المعرضات للإيذاء لا يبلغن عادةً عن تعرضهن للإيذاء، ولا يهجرن المعتدي، بسبب المخاوف الإضافية المتعلقة بالجانب المالي وأمن السكن.

## عوامل الخطر
بعض السيدات يزيد احتمال تعرضهن للإيذاء أثناء الحمل مقارنةً بغيرهن. فالسيدات، اللاتي تعرضن للإيذاء قبل الحمل، يزيد خطر تعرضهن له أثناء الحمل. والإيذاء ليس قاصرًا على مجموعة ديموغرافية أو اقتصادية - اجتماعية محددة من السيدات، أو على فترة محددة من حياة المرأة الإنجابية.
بوجه عام، يقل معدل العنف البدني أثناء الحمل مع ارتفاع دخل الأسرة. فالسيدات، اللاتي بلغ دخل أسرهن الإجمالي أقل من 16000 دولار، كُنّ أكثر تعرضًا للعنف البدني أو الجنسي أثناء الحمل مقارنةً بغيرهن من السيدات اللاتي بلغ إجمالي دخل أسرهن أكثر من 16000 دولار.
يُزيد عنف الشريك في العلاقة من فرص الحمل غير المقصود. وقد حددت إحدى الدراسات الكندية، التي تناولت أسباب الإيذاء البدني، «عدم الاستقرار الاجتماعي» (مثل، صغر السن، وعدم الزواج، وانخفاض مستوى التعليم، والبطالة) كمثيرات للعنف، واعتبرت حالات الحمل غير المقصود مثالاً على ذلك. ويشير ذلك إلى أن عنف الشريك يمكن أن يؤدي إلى تزايد حالات الحمل غير المقصود التي تُزيد بدورها من الإيذاء البدني. وإحصائيًا، السيدات الأصغر سنًا أكثر تعرضًا للإكراه الإنجابي، وقد يعود ذلك لقلة الخبرة في العلاقات، وبالنسبة للقاصرات يرجع ذلك إلى عدم التمكن من الذهاب لمقابلة الأطباء واستخدام وسائل منع الحمل في حالات الطوارئ. تتعرض المراهقات بوجه خاص لهذا الخطر، ويرتبط حمل المراهقات بالمعدلات المرتفعة للعنف الأسري. والنساء صغيرات السن المتزوجات من رجال أكبر سنًا منهن أكثر تعرضًا للعنف الأسري أيضًا. كما أن السيدات اللاتي يتعرضن للعنف البدني من أزواجهن أقل استخدامًا لوسائل منع الحمل، وأكثر تعرضًا للحمل غير المرغوب فيه.

## علم الأوبئة
توصلت إحدى الدراسات، التي أُجريت على معدلات الإبلاغ عن العنف الأسري، إلى أن خطر العنف الجنسي والبدني الذي تتعرض له المرأة تقل نسبة الإبلاغ عنه، ويُستهان به. ويبلغ عدد السيدات الحوامل اللاتي يتعرض للعنف الأسري في الولايات المتحدة أكثر من 324000 سيدة كل عام. وقد عمل عدد من الدول على إجراء تحليل إحصائي لعدد السيدات البالغات اللاتي تعانين من عنف أسري أثناء الحمل:
- الانتشار في المملكة المتحدة: 3.4% [26]
- الانتشار في الولايات المتحدة: 3.4 – 33.7% [31][32]
- الانتشار في أيرلندا: 12.5%[33]
- الانتشار في أيرلندا: 12.5% [34]
- دراسات سكانية في كندا وتشيلي ومصر ونيكاراجوا: 6-15% [14]

معدلات الحدوث أعلى لدى المراهقين. معدل الحدوث لدى الأمهات المراهقات صاحبات الدخول المنخفضة مرتفع، إذ يصل إلى 38%.